# 張治太
張治太，綽號「掙爆」，為和合圖成員，是香港上市公司海王集團主要股東，現主要投資「海王星號」賭船
有媒體指张氏的資產達數十億，但媒體指張氏的第一桶金來自走私、洗钱等非法活动，更指張氏是香港黑幫和合圖的頭目。江湖盛傳，港澳古惑仔最崇拜兩個赌界人物，其一是海王集團的張治太（花名「掙爆」），另個一是14K成員太陽集團的周焯華（花名「洗米華」），兩者都有幾十億身家，而後者更只有40多歲。